# Гур’єво (Малоярославецький район)
Гур’єво (рос. Гурьево) — присілок в Малоярославецькому районі Калузької області Російської Федерації.
Населення становить 10 осіб. Входить до складу муніципального утворення Присілок Прудки.

## Історія
Від 2004 року входить до складу муніципального утворення Присілок Прудки.

## Населення
| 2002 | 2010 |
| ---- | ---- |
| 30   | ↘10  |